# Az-Zahurijja
Az-Zahurijja (arab. الزهورية) – wieś w Syrii, w muhafazie Hims, w dystrykcie Hims, w poddystrykcie Hims. W 2004 roku liczyła 1611 mieszkańców.